# Freeform
Freeform är en amerikansk kabeltv-kanal som ägs av Disney-ABC Television Group, en del av The Walt Disney Company. 
Freeform hette från början The Family Channel, men i mitten av 1990-talet köptes kanalen upp av News Corp, och bytte namn till Fox Family. 2003 såldes kanalen till The Walt Disney Company, som även köpte rättigheterna till "Fox Kids Library", "Haim Saban's Saban Entertainment" och "Fox Family". Kanalen har som målgrupp personer mellan 16 och 25 år gamla.
Kanalen startades 1977 som televangelisten Pat Robertsons kristna TV, och utvecklades 1990 till The Family Channel. 1998 såldes den till Fox Kids Worldwide Inc. och bytte namn till Fox Family. Den 24 oktober 2001 såldes Fox Family Worldwide Inc till The Walt Disney Company. Till Disney såldes också Saban Entertainment och Fox Family. Kanalen riktar sig till en bred publik, men framför allt personer i äldre tonåren och unga vuxna (åldern 15-30).

### Fotnoter
1. ↑  The Satellite Earth Station (på engelska), läs online.[källa från Wikidata]
2. ↑  ”Fox Family Worldwide Inc”. Saban. Arkiverad från originalet den 21 april 2009. https://web.archive.org/web/20090421065142/http://www.saban.com/html/invest/fox.html. Läst 14 juni 2009.
3. ↑  Katz, Richard (10 juli 1998). ”Fox Family squeezes 'Club' in youthful sked”. Variety. http://www.variety.com/article/VR1117478323.html?categoryid=14&cs=1&query=. Läst 13 augusti 2009.
4. ↑  ”News Corp. and Haim Saban Reach Agreement to Sell Fox Family Worldwide to Disney for $5.3 Billion”. Saban. 23 juli 2001. Arkiverad från originalet den 21 april 2009. https://web.archive.org/web/20090421070416/http://www.saban.com/html/press/010723.html. Läst 19 februari 2009.
5. ↑  DiOrio, Carl (24 oktober 2001). ”Fox Family costs Mouse less cheese in final deal”. Variety. http://www.variety.com/article/VR1117854788.html?categoryid=14&cs=1&query=. Läst 13 augusti 2009.